# Biblia de los Obispos

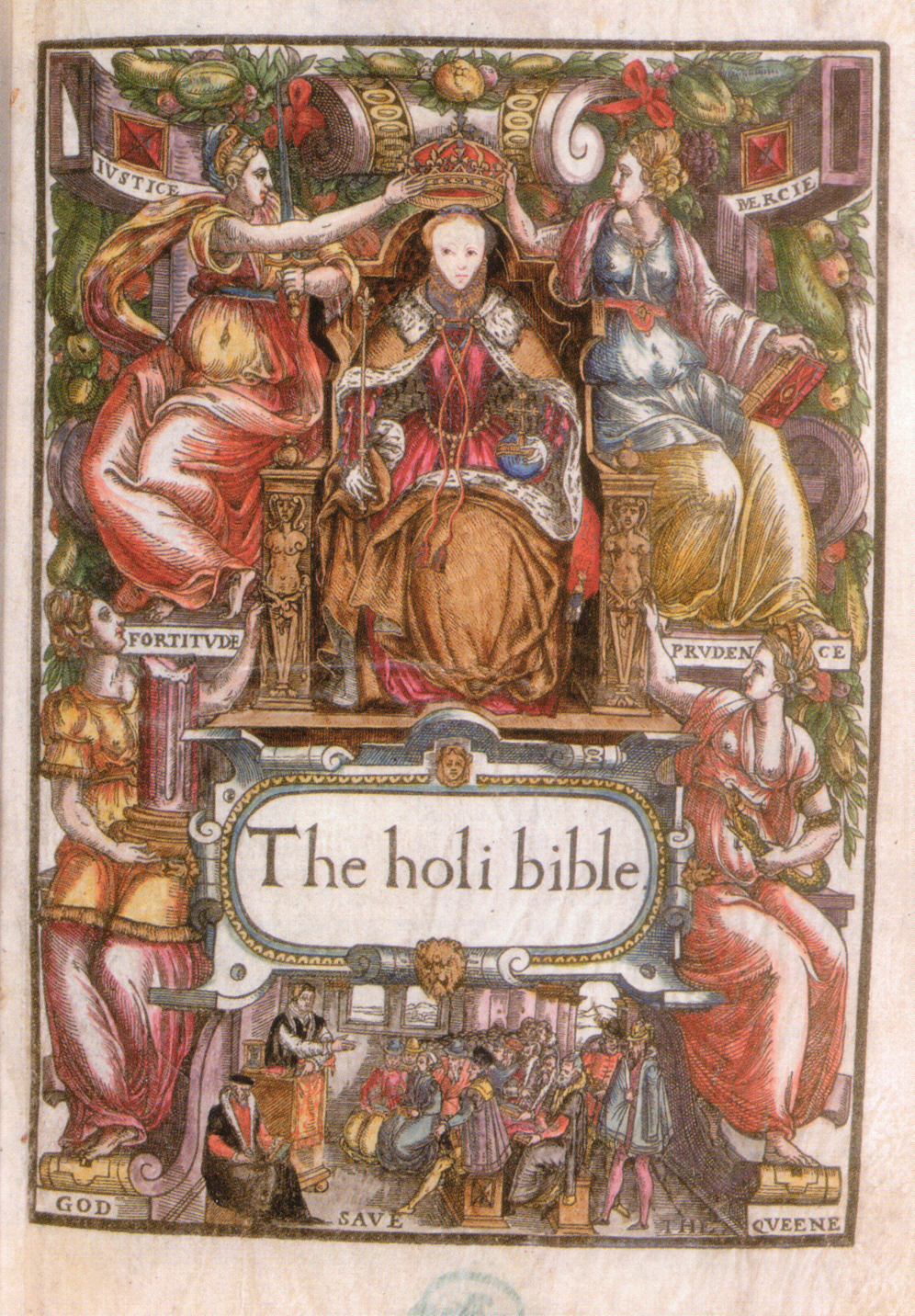
La Biblia de los Obispos, con dedicatoria a la reina Isabel I 1569.

La Biblia de los Obispos es una traducción inglesa de la Biblia que se produjo bajo la autoridad de la Iglesia de Inglaterra establecida en 1568. Se revisó sustancialmente en 1572, y la edición de 1602 se prescribió como el texto base para la Biblia del Rey Jacobo que fue completado en 1611.

## Historia

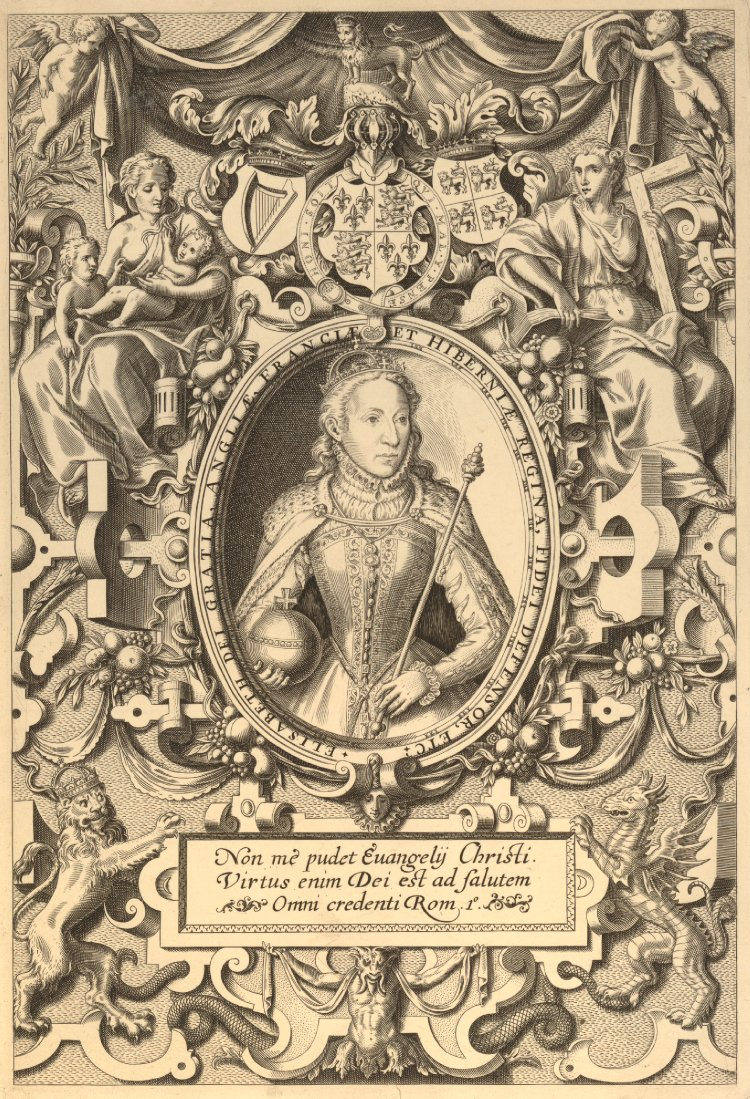
Isabel I en la portada de la Biblia de los Obispos de 1568.

La Biblia de los Obispos sucedió a la Great Bible de 1539, la primera biblia autorizada en inglés y la Biblia de Ginebra de 1557-1560.
El completo calvinismo de la Biblia de Ginebra (más evidente en las notas marginales que en la traducción en sí) ofendió a los partidarios de la Iglesia alta en la Iglesia de Inglaterra, incluyendo a casi todos sus obispos. Ellos asociaron el calvinismo con el presbiterianismo, que buscaba reemplazar el gobierno de la iglesia por los obispos (episcopalianos) por el gobierno de los ancianos laicos (presbiterios). Sin embargo, eran conscientes de que la Gran Biblia de 1539, que era la única versión autorizada legalmente para su uso en el culto anglicano, era muy deficiente, ya que gran parte del Antiguo Testamento y de Apócrifos se tradujo de la Vulgata, en lugar del Hebreo original, arameo y griego. En un intento por reemplazar la objetable traducción de Ginebra, hicieron circular una propia, que se conoció como la "Biblia de los Obispos".
El promotor del ejercicio, y la figura principal en la traducción fue Matthew Parker, Arzobispo de Canterbury. Fue en su instigación que las diversas secciones traducidas por Parker y sus colegas obispos fueron seguidas por sus iniciales en las primeras ediciones. Por ejemplo, al final del libro de Deuteronomio, encontramos las iniciales "W.E.", que, según una carta que Parker escribió a Sir William Cecil, representan a William Alley, Obispo de Exeter. Parker le dice a Cecil que este sistema era "para hacer [a los traductores] más diligentes, como responsables de sus acciones". Desgraciadamente, Parker no comisionó a nadie para que actuara como editor supervisor del trabajo completado por los diversos traductores, y demasiado ocupado para hacerlo él mismo, y en consecuencia la práctica de traducción varía mucho de un libro a otro. Por lo tanto, en la mayoría del Antiguo Testamento (como es estándar en las versiones en inglés) el tetragrammaton YHWH está representado por "el SEÑOR", y el hebreo "Elohim" está representado por "Dios". Pero en los Salmos la práctica es al revés. Los libros en los que trabajó el propio Parker están editados con bastante moderación del texto de la Gran Biblia, mientras que los escritos por Grindal de Londres emergieron mucho más cerca del texto de Ginebra.
Los obispos encargados de revisar los Apócrifos parecen haber entregado muy poco, ya que el texto de estos libros reproduce el mismo de la Gran Biblia. Como los Apócrifos de la Gran Biblia fueron traducidos de la Vulgata latina, la Biblia de los Obispos no puede afirmar estrictamente haber sido traducida completamente de las lenguas originales.
La Biblia de los Obispos se publicó por primera vez en 1568, pero luego se volvió a publicar en una forma extensivamente revisada en 1572. En la revisión se hicieron varios cambios al Nuevo Testamento en la dirección de un lenguaje más "eclesiástico" ( por ejemplo, introduciendo el término "caridad" en I Corintios 13), pero por lo demás para que el texto esté más en línea con el que se encuentra en la Biblia de Ginebra; y en el Antiguo Testamento, los Salmos de la Gran Biblia se imprimieron junto con los de la nueva traducción, que habían resultado imposibles de cantar. A partir de 1577 la nueva traducción del salmo fue eliminada por completo; mientras que se hicieron más cambios al texto del Nuevo Testamento en ediciones posteriores. La Biblia tenía la autoridad de la orden real, y fue la segunda versión designada para ser leída en voz alta en los servicios de la iglesia (cf. Great Bible, Biblia del Rey Jacobo). No logró desplazar la Biblia de Ginebra como una Biblia doméstica para ser leída en casa, pero ese no fue su propósito. La intención era que se usara en la iglesia como lo que hoy se llamaría una "Biblia del púlpito". La versión era más grandilocuente que la Biblia de Ginebra. La primera edición fue excepcionalmente grande e incluyó 124 ilustraciones a toda página. La segunda edición y las siguientes fueron más pequeñas, aproximadamente del mismo tamaño que la primera impresión de la Biblia del Rey Jacobo, y en su mayoría carecían de ilustraciones que no fueran frontispicios y mapas. El texto carecía de la mayoría de las notas y referencias cruzadas en la Biblia de Ginebra, que contenía mucha teología controvertida, pero que era útil para las personas entre las cuales la Biblia apenas comenzaba a circular en la lengua vernácula. La última edición de la Biblia completa se publicó en 1602, pero el Nuevo Testamento se volvió a publicar hasta al menos 1617. William Fulke publicó varias ediciones paralelas hasta 1633, con la Biblia del Nuevo Testamento de los Obispos junto con el católico Nuevo Testamento de Reims de 1582, específicamente para cuestionar las anotaciones de este último. La Biblia de los Obispos o su Nuevo Testamento pasaron por más de 50 ediciones, mientras que la Biblia de Ginebra se reimprimió más de 150 veces.

## Legado
Los traductores de la Biblia del Rey Jacobo recibieron instrucciones de tomar la edición de 1602 de la Biblia de los Obispos como su base, aunque se tomaron en cuenta varias otras traducciones existentes. Después de su publicación en 1611, la Biblia King James pronto tomó el lugar de la Biblia de los Obispos como el estándar de facto de la Iglesia de Inglaterra. Los juicios posteriores de la Biblia de los obispos no han sido favorables; David Daniell, en su importante edición del Nuevo Testamento de William Tyndale, afirma que la Biblia de los Obispos "fue y no es amada. Donde reimprime a Ginebra es aceptable, pero la mayor parte del trabajo original es incompetente, tanto en su erudición como en su verbosidad ". Jack P. Lewis, en su libro El día después de Domesday: La creación de la Biblia de los Obispos, señala que se han hecho comentarios antipáticos de esta Biblia. Sin embargo, "Al otorgar todos los defectos de la Biblia de los Obispos del siglo XVIII al siglo XXI se puede encontrar en la Biblia de los obispos, fue una etapa importante para hacer que los ingleses pasen de la lectura prohibida de la Biblia a ser personas que lean la Biblia. Los revisores se esforzaron por dar un libro para el pueblo de Dios en un idioma que pudieran entender. Los traductores de King James no pensaron que estaban haciendo una mala traducción a una buena, sino que estaban mejorando una buena".
A diferencia de las traducciones de Tyndale y la Biblia de Ginebra, la Biblia de los Obispos rara vez ha sido reimpresa. La reimpresión más disponible de su parte del Nuevo Testamento (menos sus notas marginales) se puede encontrar en la cuarta columna del Octapla del Nuevo Testamento editada por Luther Weigle, presidente del comité de traducción que produjo la Versión Estándar Revisada en 1952.
La Biblia de los Obispos también se conoce como la "Biblia de Treacle", debido a su traducción de Jeremías 8:22 que dice "¿No hay treacle en Galaad?", Una representación que también se encuentra en varias versiones anteriores, como la Gran Biblia. En la versión autorizada de 1611, "melaza" se cambió a "bálsamo".